# Борли
Борли́ (каз. Борлы) — село у складі Абайського району Абайської області Казахстану. Входить до складу Каскабулацького сільського округу.
Населення — 53 особи (2021; 83 у 2009, 211 у 1999, 229 у 1989).
Національний склад станом на 1989 рік:
- казахи — 100 %